# Городище Таш-Джарган
Городище «Таш-Джарган» — городище імовірно VII—VI ст. до н. е., розташоване в Симферопольському районі Криму, біля однойменного зниклого села, пам'ятка археології.
Досліджено в 1954 р. А. Щепинським, пізніше — В. А. Колотухіним.
Городище площею 3,5 га розташовано на трикутному мису Внутрішнього пасма Кримських гір, зверненому вершиною на захід, обмеженому з півдня скельним обривом висотою до 10 м, з півночі — крутим схилом і оборонною стіною, зі сходу протягом 150 м — ще однією стіною. У 30 м від обриву залишки східної кріпосної стіни були розкриті шурфом. Основа тришарової в вертикальному поперечному перерізі куртини шириною 3,7 м збереглася на висоту до 0,4 м. Зовнішній і внутрішній панцири складені з великих уламків вапняку, ймовірно, насухо або на земляному розчині, забутовка складається з дрібного каменю. Лицьова поверхня панцирних рядів грубо оброблена. Кладка розташована на щебеневому ґрунті, що покриває поверхню скелі. У 1968 р І. А. Баранов розкрив шурфом ділянку цієї ж стіни у її західній частині, ширина кладки тут не перевищувала 2,2 м. Пізньоскіфський культурний шар на території укріплення не виявлено, що підтверджує його використання в якості притулку.
Перед укріпленням на вигині мису розташоване багатошарове поселення Таш-Джарган з матеріалами як кизилкобінської культури, так і пізньоскіфського часу. Цю ділянку, обмежену з півночі обривом, а з півдня глибокою Калиновою балкою перетинають залишки двох кам'яних стін, проте розчищення їх не проводилося. На захід від на Куеста розташоване пізньоскіфське поселення площею близько 2 га. Як правило, цю пам'ятку називають скіфським городищем Таш-Джарган, однак слідів оборонних споруд тут не виявлено. Швидше за все, це селище, що входило в єдину агломерацію з описаним вище городищем.